# Кузнєцов Микола Леонтійович
Кузнєцов Микола Леонтійович (рос. Кузнецов, Николай Леонтьевич 24 грудня 1909 — 12 грудня 1966) — капітан Радянської Армії, учасник Німецько-радянської війни, Герой Радянського Союзу (1945).

## Біографія
Микола Кузнєцов народився 24 грудня 1909 року в Царицині (зараз — Волгоград). Після закінчення семи класів школи і школи фабрично-заводського учнівства працював слюсарем на заводі «Червоний Жовтень». У 1931-1934 роках проходив службу в РСЧА. У 1941 році Кузнєцов повторно був призваний в армію. З серпня того ж року — на фронтах Великої Вітчизняної війни. У 1943 році він закінчив командно-штабні курси.
До квітня 1945 року капітан Микола Кузнєцов командував 3-м стрілецьким батальйоном 1052-го стрілецького полку 301-ї Стрілецької Дивізії 9-го стрілецького корпусу 5-ї ударної армії 1-го Білоруського фронту. Відзначився під час боїв у Німеччині. 14 квітня 1945 року в бою під населеним пунктом Гольцов на північний схід від Зелова батальйон Кузнєцова успішно прорвав 5 ліній німецької оборони. У ніч з 16 на 17 квітня під час бою за місто Гузов батальйон Кузнєцова увірвався в замок і очистив його, після чого поставив над ним Червоний Прапор. 18 квітня батальйон успішно переправився через Одер і відбив ряд контратак противника. У бою на західній околиці міста Буккова Кузнєцов отримав важке поранення.
Указом Президії Верховної Ради СРСР від 31 травня 1945 року за «зразкове виконання бойових завдань командування на фронті боротьби з німецькими загарбниками та проявлені при цьому мужність і героїзм» капітан Микола Кузнєцов  нагороджений званням Героя Радянського Союзу з врученням ордена Леніна і медалі «Золота Зірка» за номером 6719.
У 1946 році Кузнєцов був звільнений в запас. Повернувся до Волгограда, працював в органах МВС СРСР. Помер 12 грудня 1966 року.
Був також нагороджений орденами Червоного Прапора, Олександра Невського, Вітчизняної війни 1-го ступеня, Червоної Зірки, низкою медалей.
На честь Кузнєцова названа вулиця у Волгограді.

## Нагороди
- Медаль Золота Зірка
- Орден Леніна
- Орден Червоного Прапора
- Орден Олександра Невського (СРСР)
- Орден Вітчизняної війни
- Орден Червоної Зірки